# Objet votif étrusque

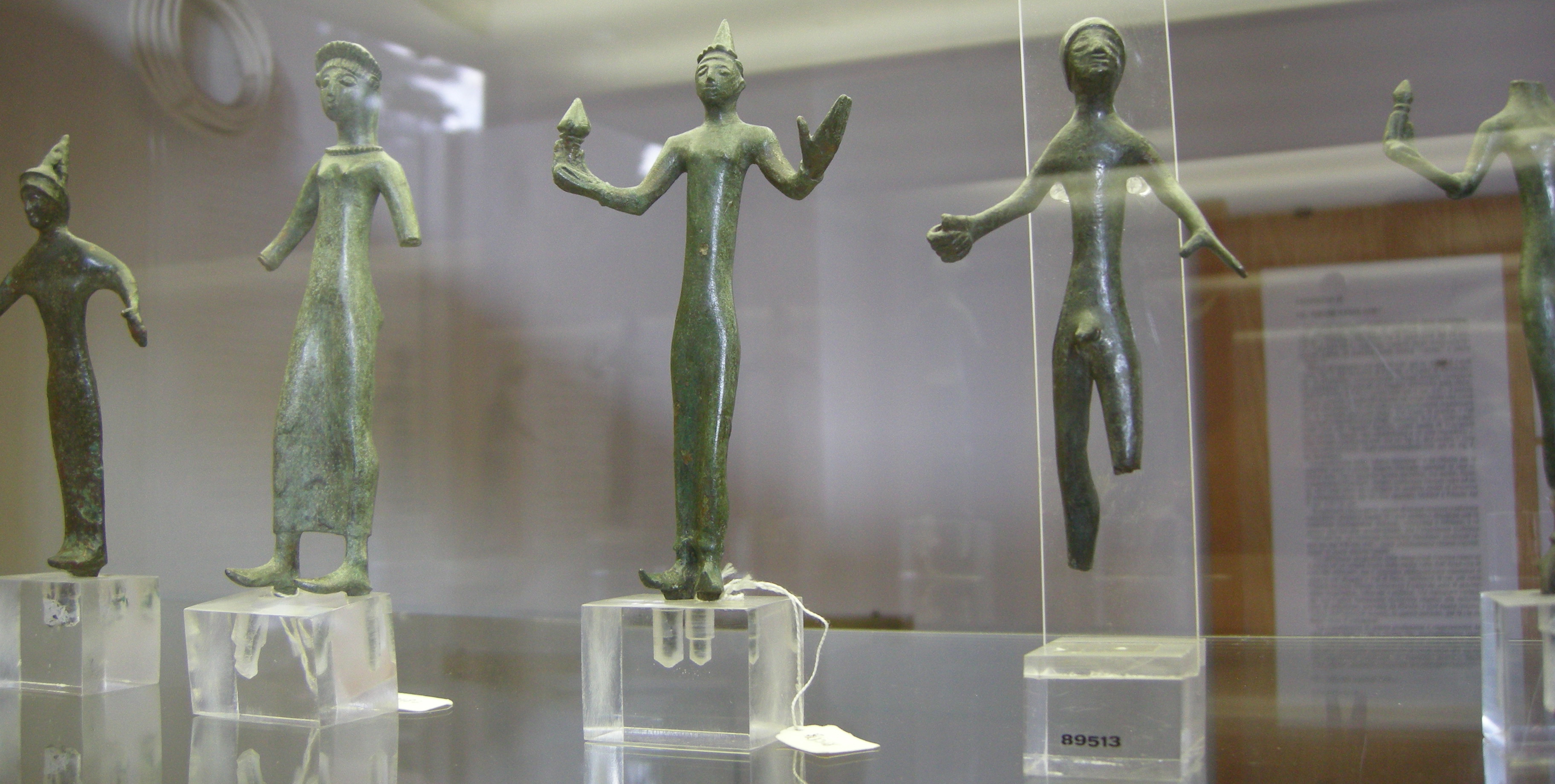
Bronzetti exposés à Florence.

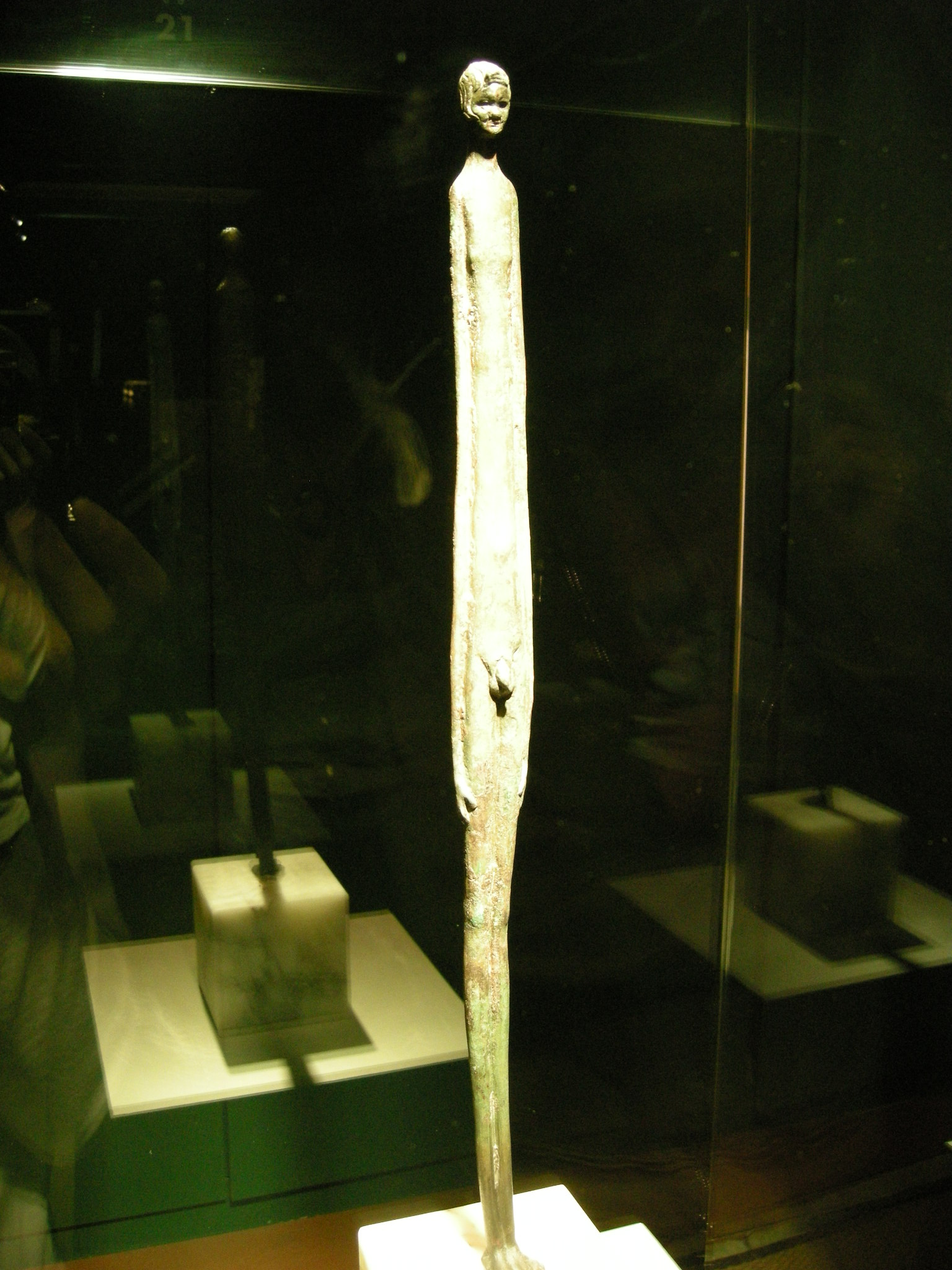
LOmbra della sera.

Un objet votif étrusque est un type de vestige correspondant aux pratiques des rites et croyances étrusques ; la plupart ont été retrouvés dans les tombes des nécropoles.

## Destination
Ces objets ont une vocation d'ex-voto, dont le but commun est de combattre la maladie, de conjurer un mauvais sort, d'accompagner le défunt dans son tombeau, d'honorer une divinité, avec ou non des inscriptions dédicatoires.
Dans certains cas ils prennent la forme de l'objet à guérir et les seuls retrouvés sont ceux fabriqués en terre cuite, en bronze ou différents autres métaux.
- Parties du corps représentées en terre cuite ou en bronze : torse, pied, main, doigt seul, sexe masculin, utérus et ovaire[1],[2], oreille, bouche[3] ou tête entière (musée de Tarquinia)…
- Un ensemble polysplanchnique trouvé à Tessennano (Vulci), présente sur le même objet en terre-cuite, la trachée, les poumons, le foie, la vésicule biliaire, l'estomac et les anses intestinales (Musée de la Villa Giulia, Rome).
- Représentations de bébé emmaillotés dans la bulla protectrice (Villa Giulia, Rome).
- Petites figurines, dites bronzetti, représentant de simples formes humaines très stylisées.
- Statuettes de divinités :
  - Mars en position d'attaque, production ombrienne, fin du VIe  et tout le  Ve siècle av. J.-C. - département des archives et de bibliographie (it) d'Émilie-Romagne, Musée archéologique national de Parme)[4]
  - La Chimère d'Arezzo, ex-voto aristocratique dédié à Tinia, selon Jean-Paul Thuillier[5].
- Grandes statuettes filiformes en bronze représentant de figures enfantines sexuées : Ombra della sera de Volterra, ou sa version couronnée de Pérouse.
- Vases.
- miroir étrusque.

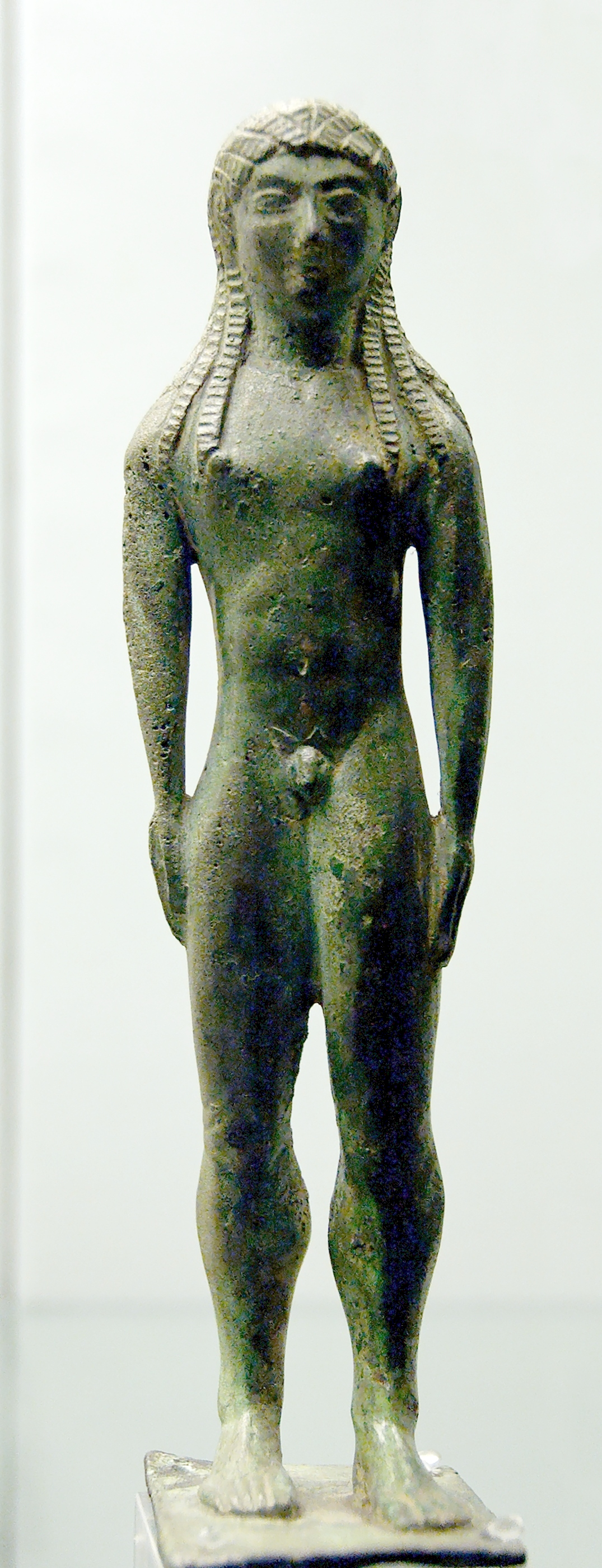
Jeune homme debout (Chiusi).
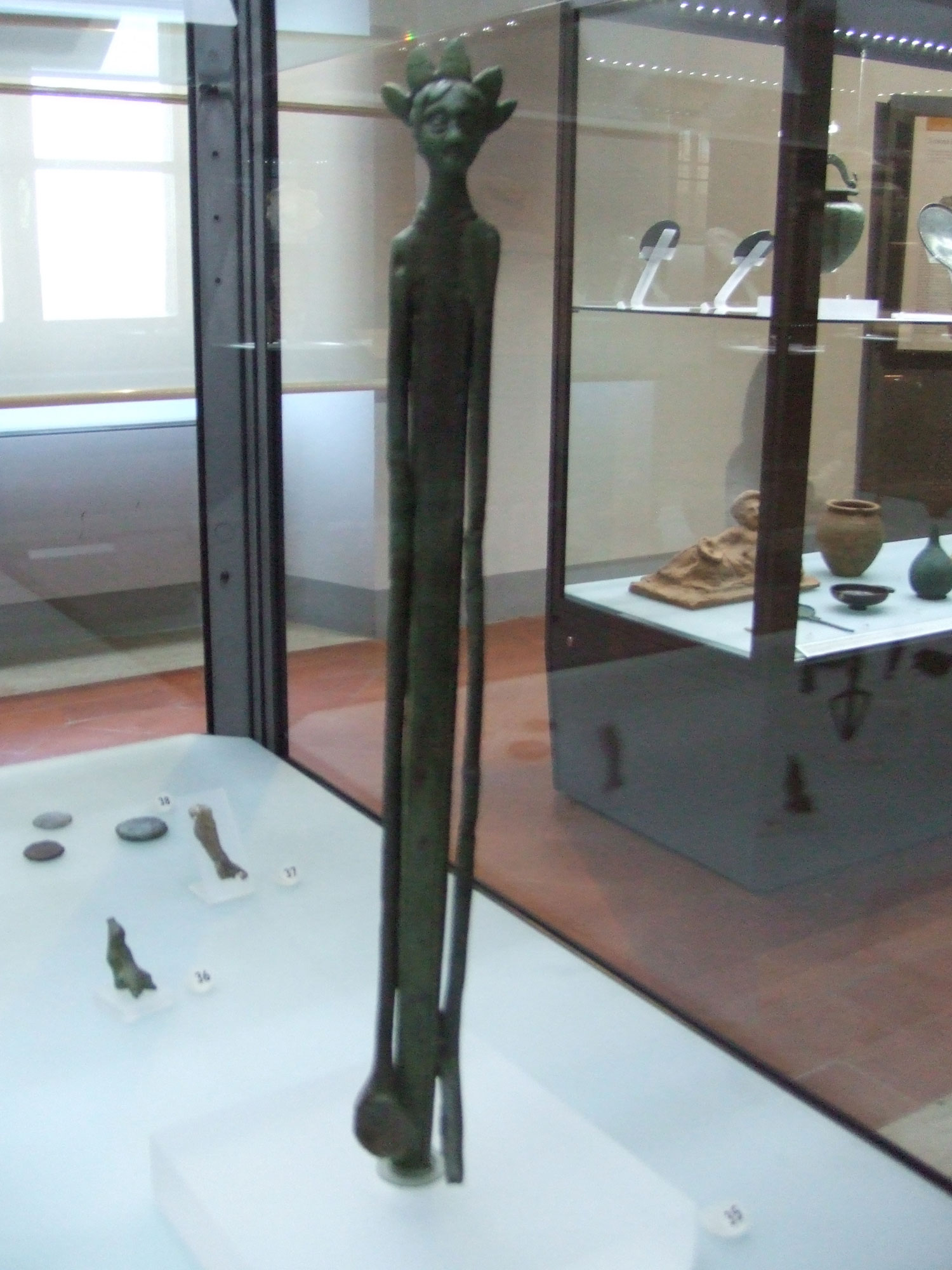
Statuette filiforme couronnée de Pérouse.
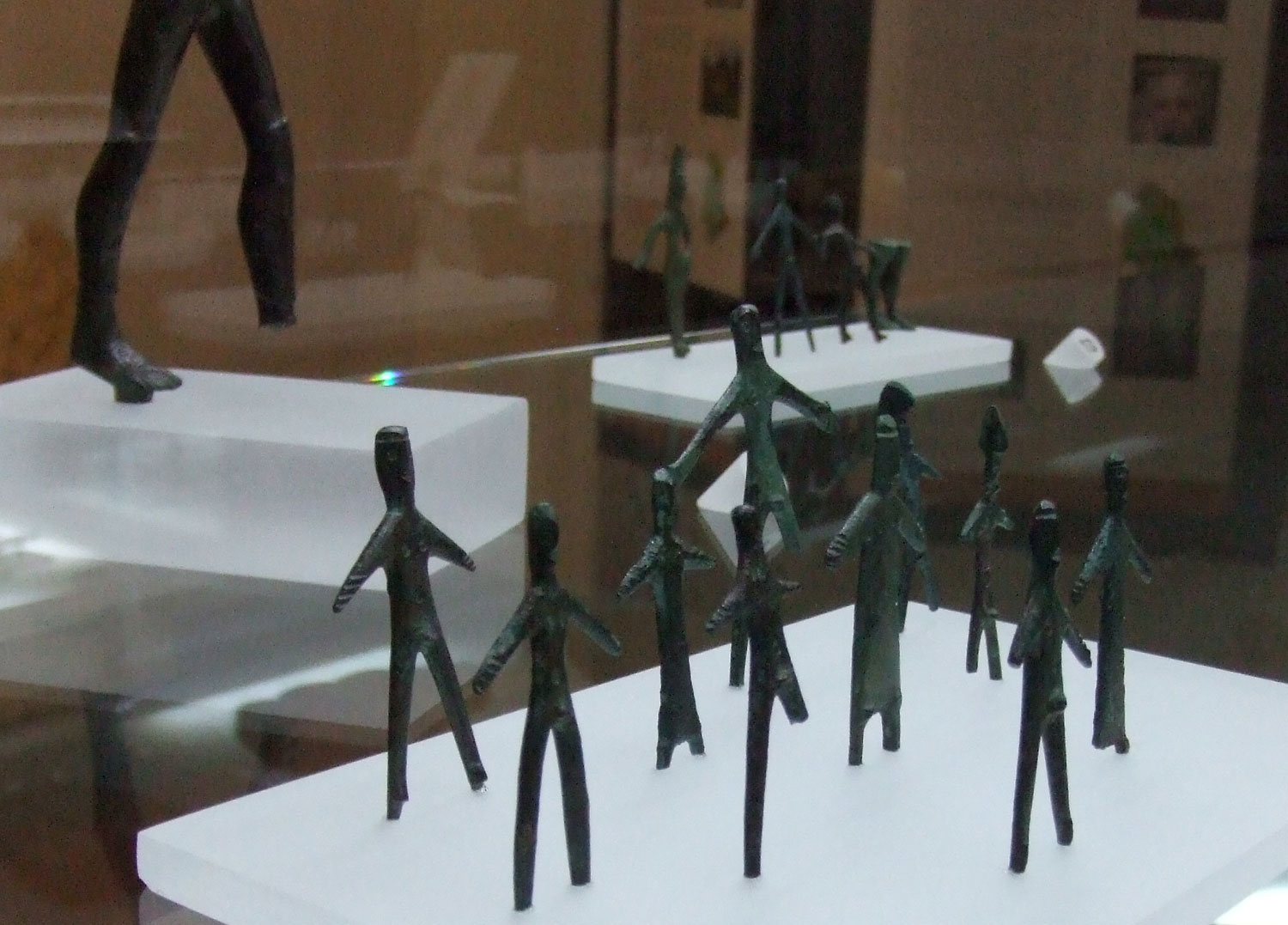
Bronzetti à Pérouse.

Pendant la période villanovienne de la proto-histoire étrusque, beaucoup de ces objets étrusques ont été retrouvés dans des urnes-cabanes.
Des périodes postérieures, beaucoup de ces petites pièces ont été dispersées par les pillages des tombes excavées par les tombaroli, « pilleurs de tombes italiens » (par exemple sur le site de Monterozzi).